# لوويل
لوويل (ماساتشوستس) (بالإنجليزية: Lowell, Massachusetts)‏ هي مدينة تقع في الولايات المتحدة في مقاطعة ميدلسيكس (ماساشوستس). يقدر عدد سكانها بـ 108,522 نسمة ومساحتها 37.7 كم2 وترتفع عن سطح البحر 31 متر.

## التركيبة السكانية
حدّد مكتب تعداد الولايات المتحدة بيانات التركيبة السكانية للوويل في تعداد الولايات المتحدة. في ما يلي، التركيبة السكانية حسب تعدادي 2000 و2010.

### تعداد عام 2000
بلغ عدد سكان لوويل 105,167 نسمة بحسب تعداد عام 2000، وبلغ عدد الأسر 37,887 أسرة وعدد العائلات 23,982 عائلة مقيمة في المدينة. في حين سجلت الكثافة السكانية 2,794.8 نسمة لكل كيلومتر مربع (7,238.5/ميل2). وبلغ عدد الوحدات السكنية 39,468 وحدة بمتوسط كثافة قدره 1,048.8 لكل كيلومتر مربع (2,716.4/ميل2).
وتوزع التركيب العرقي للمدينة بنسبة 68.60% من البيض و4.21% من الأمريكيين الأفارقة و0.24% من الأمريكيين الأصليين و16.52% من الأمريكيين ذوي الأصول الآسيوية و0.04% من سكان جزر المحيط الهادئ و6.48% من الأعراق الأخرى و3.92% من عرقين مختلطين أو أكثر و14.01% من الهسبانيون أو اللاتينيون من أي عرق.
بلغ عدد الأسر 37,887 أسرة كانت نسبة 37.4% منها لديها أطفال تحت سن الثامنة عشر تعيش معهم، وبلغت نسبة الأزواج القاطنين مع بعضهم البعض 40.1% من أصل المجموع الكلي للأسر، ونسبة 17.4% من الأسر كان لديها معيلات من الإناث دون وجود شريك، بينما كانت نسبة 5.7% من الأسر لديها معيلون من الذكور دون وجود شريكة وكانت نسبة 36.7% من غير العائلات. تألفت نسبة 29% من أصل جميع الأسر من عدة أفراد يعيشون في نفس المنزل ونسبة 9.3% كانت تتألف من شخص يعيش بمفرده يبلغ من العمر 65 عاماً أو أكثر. وبلغ متوسط حجم الأسرة المعيشية 2.67، أما متوسط حجم العائلات فبلغ 3.35.
بلغ العمر الوسطي للسكان 31.4 عاماً. وكانت نسبة 26.8% من القاطنين تحت سن الثامنة عشر، وكانت نسبة 10.2% بين الثامنة عشر والرابعة والعشرين عاماً، ونسبة 32.1% كانت واقعةً في الفئة العمرية ما بين الخامسة والعشرين والرابعة والأربعين عاماً، ونسبة 17.6% كانت ما بين الخامسة والأربعين والرابعة والستين، ونسبة 9.7% كانت ضمن فئة الخامسة والستين عاماً فما فوق. يوجد لكل 100 أنثى 96.8 ذكر، ويوجد لكل 100 أنثى في الثامنة عشر من عمرها فما فوق 93.5 ذكر.
بلغ متوسط دخل الأسرة في المدينة 39,192 دولارًا، أما متوسط دخل العائلة فبلغ 45,901 دولارًا. وكان متوسط دخل الذكور 33,554 دولارًا مقابل 27,399 دولارًا للإناث. وسجل دخل الفرد الخاص بالمدينة 17,557 دولارًا. وكانت نسبة 13.6% من العائلات ونسبة 16.8% من السكان تحت خط الفقر، وكان من هؤلاء نسبة 23.6% تحت سن الثامنة عشر ونسبة 14% في الخامسة والستين من العمر وما فوق.

### تعداد عام 2010
بلغ عدد سكان لوويل 106,519 نسمة بحسب تعداد عام 2010، وبلغ عدد الأسر 38,470 أسرة وعدد العائلات 23,707 عائلة مقيمة في المدينة. في حين سجلت الكثافة السكانية 2,830.7 نسمة لكل كيلومتر مربع (7,331.5/ميل2). وبلغ عدد الوحدات السكنية 41,431 وحدة بمتوسط كثافة قدره 1,101 لكل كيلومتر مربع (2,851.6/ميل2).
وتوزع التركيب العرقي للمدينة بنسبة 60.31% من البيض و6.80% من الأمريكيين الأفارقة و0.27% من الأمريكيين الأصليين و20.20% من الأمريكيين ذوي الأصول الآسيوية و0.04% من سكان جزر المحيط الهادئ و8.75% من الأعراق الأخرى و3.63% من عرقين مختلطين أو أكثر و17.27% من الهسبانيون أو اللاتينيون من أي عرق.
بلغ عدد الأسر 38,470 أسرة كانت نسبة 34.9% منها لديها أطفال تحت سن الثامنة عشر تعيش معهم، وبلغت نسبة الأزواج القاطنين مع بعضهم البعض 35.9% من أصل المجموع الكلي للأسر، ونسبة 18.9% من الأسر كان لديها معيلات من الإناث دون وجود شريك، بينما كانت نسبة 6.8% من الأسر لديها معيلون من الذكور دون وجود شريكة وكانت نسبة 38.4% من غير العائلات. تألفت نسبة 29.4% من أصل جميع الأسر من عدة أفراد يعيشون في نفس المنزل ونسبة 8.3% كانت تتألف من شخص يعيش بمفرده يبلغ من العمر 65 عاماً أو أكثر. وبلغ متوسط حجم الأسرة المعيشية 2.66، أما متوسط حجم العائلات فبلغ 3.31.
بلغ العمر الوسطي للسكان 32.6 عاماً. وكانت نسبة 23.7% من القاطنين تحت سن الثامنة عشر، وكانت نسبة 13.5% بين الثامنة عشر والرابعة والعشرين عاماً، ونسبة 29.4% كانت واقعةً في الفئة العمرية ما بين الخامسة والعشرين والرابعة والأربعين عاماً، ونسبة 23.3% كانت ما بين الخامسة والأربعين والرابعة والستين، ونسبة 10.1% كانت ضمن فئة الخامسة والستين عاماً فما فوق. وتوزع التركيب الجنسي للسكان بنسبة 49.6% ذكور و50.4% إناث.

## توأمة
للوويل اتفاقيات توأمة مع:
- سينت ديه دي فوج

## أعلام
- جاك كيروك
- بلانش أميس أميس
- تشارلز هربرت ألين
- جيمس مكنيل ويسلر
- بيت ديفيس
- توماس تالبوت